# مارينا ماركوفيتش
مارينا ماركوفيتش (بالصربية: Марина Марковић)‏ (19 نوفمبر 1991 ببلغراد في صربيا - ) هي لاعبة كرة سلة صربية في مركز هجوم صغير الجسم. لعبت مع ŽKK Vršac ‏.

## وصلات خارجية
- مارينا ماركوفيتش على موقع الاتحاد الدولي لكرة السلة (الإنجليزية)
- مارينا ماركوفيتش على موقع كرة السلة الأوروبية.كوم (الإنجليزية)
- مارينا ماركوفيتش على موقع بروبوليرز (الإنجليزية)